# BAR 007
BAR 007 — болід Формули-1, сконструйований під керівництвом Джеффа Вілліса і побудований командою «Lucky Strike BAR Honda» для участі в чемпіонаті світу сезону 2005 року.

## Історія

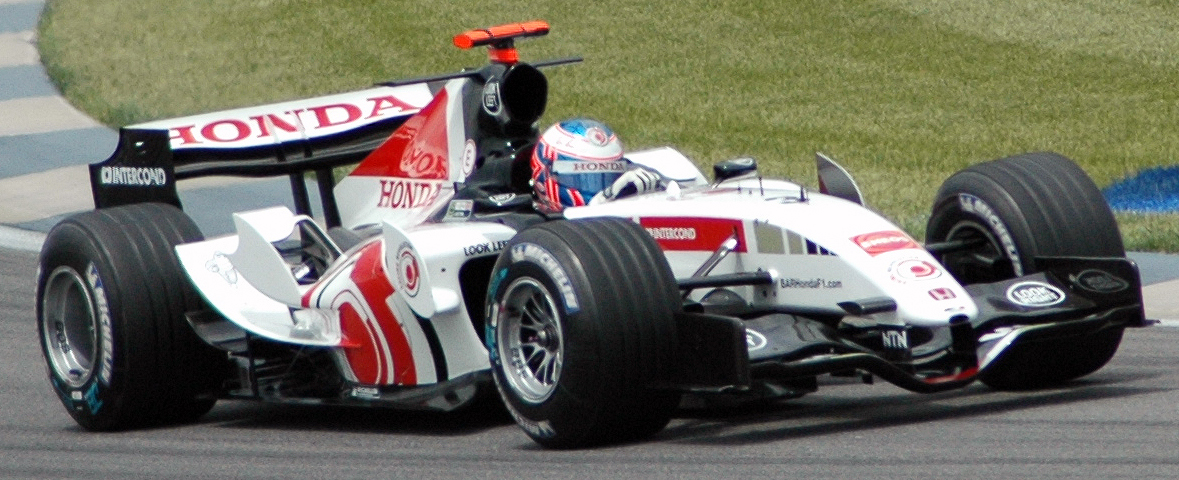
Баттон управляє BAR 007 на кваліфікації до Гран-прі США 2005 року.

Сезон 2005 року був затьмарений для команди дискваліфікацією і позбавленням всіх очок, зароблених у перших гонках чемпіонату. Інженери «BAR» своєрідно інтерпретували правило про мінімальну вагу боліда в 605 кілограмів. Вони зробили машину значно легшою, домагаючись необхідної ваги за рахунок великої кількості палива, що заливається на останньому піт-стопі і яке не витрачалося до фінішу та дозволяло болідам проходити зважування без проблем. На додаток до позбавлення очок, команда була змушена пропустити наступні два етапи через дискваліфікацію.
Тільки майстерність Дженсона Баттона, який постійно набирав очки, двічі фінішував на подіумі і навіть один раз стартував з поул-позиції, дозволило команді посісти шосте місце в Кубку конструкторів.
Такума Сато провів невдалий сезон: він пропустив одну гонку через хворобу (його замінив тест-пілот Ентоні Девідсон) і в підсумку набрав всього одне очко. «Хонда» розчарувалася в своєму протеже і відправила його у дочірню команду «Super Aguri».
До кінця року концерн «Honda» викупив акції «BAR» і на сезон 2006 року виставив у чемпіонаті світу заводську команду.

## Результати виступів у Формулі-1
| Рік  | Шасі    | Двигун           | Шини | № | Пілоти   | Австралія | Малайзія | Бахрейн | Сан-Марино | Іспанія | Монако | Європейський Союз | Канада | США | Франція | Велика Британія | Німеччина | Угорщина | Туреччина | Італія | Бельгія | КНР | Японія | Бразилія | Очки | КК |
| ---- | ------- | ---------------- | ---- | - | -------- | --------- | -------- | ------- | ---------- | ------- | ------ | ----------------- | ------ | --- | ------- | --------------- | --------- | -------- | --------- | ------ | ------- | --- | ------ | -------- | ---- | -- |
| 2005 | BAR 007 | Honda RA005E V10 | M    |   |          | АВС       | МАЛ      | БАХ     | САН        | ІСП     | МОН    | ЄВР               | КАН    | США | ФРА     | ВЕЛ             | НІМ       | УГО      | ТУР       | ІТА    | БЕЛ     | КИТ | ЯПО    | БРА      | 38   | 6  |
| 2005 | BAR 007 | Honda RA005E V10 | M    | 3 | Баттон   | 11        | Схід     | Схід    | ДСК        | ДСК     | ДСК    | 10                | Схід   | НС  | 4       | 5               | 3         | 5        | 5         | 8      | 3       | 7   | 5      | 8        | 38   | 6  |
| 2005 | BAR 007 | Honda RA005E V10 | M    | 4 | Сато     | 14        | Т        | Схід    | ДСК        | ДСК     | ДСК    | 12                | Схід   | НС  | 11      | 16              | 12        | 8        | 9         | 16     | Схід    | 10  | ДСК    | Схід     | 38   | 6  |
| 2005 | BAR 007 | Honda RA005E V10 | M    | 4 | Девідсон |           | Схід     |         |            |         |        |                   |        |     |         |                 |           |          |           |        |         |     |        |          | 38   | 6  |